# Simon Helberg
Simon Maxwell Helberg (* 9. prosince 1980 Los Angeles, Kalifornie) je americký herec a komik. Je znám především jako Howard Wolowitz ze sitkomu Teorie velkého třesku.

## Osobní život
Narodil se v Los Angeles do židovské rodiny herce Sandyho Helberga a jeho manželky Harriet. Studoval na Newyorké universitě, přičemž působil v Atlantic Theater Company.

## Kariéra

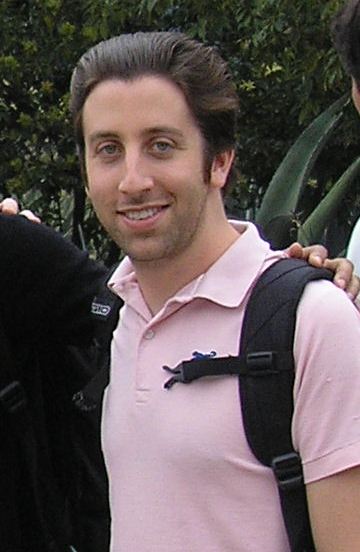
Simon Helberg v roce 2008

Ve filmu debutoval v roce 1999. Jednou z jeho prvních televizních prací byla účast ve skečovém pořadu MADtv (2002–2003). Větší roli ztvárnil ve filmu Sexy párty (2002), kde hrál jednoho ze šprtů, pro které Van Wilder pořádal párty. Jako Terry se ukázal ve filmu Moderní Popelka (2004), následující rok se v drobné roli objevil ve snímku Dobrou noc a hodně štěstí.
V letech 2005–2007 působil v komickém duu Derek & Simon, jeho partnerem byl Derek Waters, přičemž v roce 2007 vytvořili společně s komikem Bobem Odenkirkem pro webový server Super Deluxe internetový seriál Derek & Simon.
Zahrál si i v několika seriálech, například Sabrina – mladá čarodějnice, Quintuplets, Reno 911!, Joey nebo Studio 60, objevil se také v internetové minisérii Dr. Horrible's Sing-Along Blog (2008).
Do povědomí diváků se dostal především jako Howard Wolowitz v seriálu Teorie velkého třesku (2007–2019), kde hrál inženýra, který se za každou cenu snaží získat srdce žen.
Po roce 2005 hrál také např. ve filmech Seriózní muž (2009) nebo I Am I (2013).

## Filmografie
| Rok  | Název                              | Poznámky |
| ---- | ---------------------------------- | -------- |
| 1999 | Úspěšný Mumford                    |          |
| 2001 | Ruling Class                       | TV film  |
| 2002 | The Funkhousers                    | TV film  |
| 2002 | Sexy párty                         |          |
| 2003 | Mládí v trapu                      |          |
| 2003 | Tracey Ullman in the Trailer Tales | TV film  |
| 2004 | Moderní Popelka                    |          |
| 2005 | Dobrou noc a hodně štěstí          |          |
| 2006 | Žhavé nápady                       |          |
| 2006 | Televizní hrátky                   |          |
| 2006 | Nominace na Oscara                 |          |
| 2008 | Bezstarostně                       |          |
| 2008 | Božský Evan                        |          |
| 2008 | Maminčin mazánek                   |          |
| 2008 | Neuvěřitelný život rockera Coxe    |          |
| 2009 | Seriózní muž                       |          |
| 2011 | The Selling                        |          |
| 2011 | Let Go                             |          |
| 2013 | I Am I                             |          |
| 2014 | We'll Never Have Paris             |          |
| 2015 | Hollywood Adventures               |          |
| 2016 | Božská Florence                    |          |

| Rok       | Název                                       | Poznámky                                                       |
| --------- | ------------------------------------------- | -------------------------------------------------------------- |
| 2001      | Popular                                     | epizoda „Coup“                                                 |
| 2001      | Cursed                                      | epizoda „And then Jack Became the Voice of Cougars“            |
| 2001      | Pobřežní lýtka                              | epizoda „It's Showtime at the Apollo 13!“                      |
| 2001      | Kolej, základ života                        | epizoda „Prototype“                                            |
| 2002      | Sabrina – mladá čarodějnice                 | epizoda „Time After Time“                                      |
| 2002–2003 | MADtv                                       | 5 epizod                                                       |
| 2003      | Less than Perfect                           | epizoda „It Takes a Pillage“                                   |
| 2004      | Quintuplets                                 | epizoda „Get a Job“                                            |
| 2004      | Reno 911!                                   | epizody „Not Without My Mustache“a „Raineesha X“               |
| 2004–2006 | Joey                                        | 4 epizody                                                      |
| 2005      | Unscripted                                  | 2 epizody                                                      |
| 2005      | Life on a Stick                             | epizody „Pilot“ a „Liking Things the Way They Aren't“          |
| 2005      | Arrested Development                        | epizoda „Meat the Veals“                                       |
| 2006      | The Jake Effect                             | epizoda „Flight School“                                        |
| 2006–2007 | Studio 60                                   | 14 epizod                                                      |
| 2007      | Derek & Simon                               | 13 epizod, internetový seriál                                  |
| 2007      | The Minor Accomplishments of Jackie Woodman | epizoda „Bad Luck Brad“                                        |
| 2007–2019 | Teorie velkého třesku                       | hlavní postava Howard Wolowitz                                 |
| 2008      | Dr. Horrible's Sing-Along Blog              | internetová minisérie                                          |
| 2010      | The Guild                                   | epizoda „Guild Hall“                                           |
| 2010–2012 | Kick Buttowski: Hrdina předměstí            | animovaný seriál                                               |
| 2011–2016 | Kung Fu Panda: Legendy o mazáctví           | animovaný seriál                                               |
| 2013      | Drunk History                               | epizoda „Atlanta“                                              |
| 2014      | Show Toma a Jerryho                         | 3 epizody                                                      |
| 2015      | Comedy Bang! Bang!                          | epizoda „Simon Helberg Wears a Sky Blue Button Down and Jeans“ |